# Albert Ritserveldt
Albert Ritserveldt (Ophasselt, Geraardsbergen, 13 de octubre de 1915 - Zottegem, 11 de marzo de 2002) fue un ciclista belga que fue profesional entre 1937 y 1948. En estos años consiguió 9 victorias, siendo las más destacadas la Lieja-Bastogne-Lieja de 1939 y una etapa de la Volta a Cataluña.

## Palmarés
1939
- Lieja-Bastogne-Lieja

1940
- 1 etapa en la Vuelta a Cataluña

1942
- Gran Premio de la Villa de Zottegem

1946
- Stadsprijs Geraardsbergen

## Resultados en Grandes Vueltas y Campeonato del Mundo
Durante su carrera deportiva ha conseguido los siguientes puestos en las Grandes Vueltas y en los Campeonatos del Mundo en carretera:
| Carrera         | 1937 | 1938 | 1939 | 1940 | 1941 | 1942 | 1943 | 1944 | 1945 | 1946 | 1947 | 1948 |
| --------------- | ---- | ---- | ---- | ---- | ---- | ---- | ---- | ---- | ---- | ---- | ---- | ---- |
| Giro de Italia  | -    | -    | -    | -    | X    | X    | X    | X    | X    | -    | -    | Ab.  |
| Tour de Francia | -    | -    | 9º   | X    | X    | X    | X    | X    | X    | X    | -    | -    |
| Vuelta a España | X    | X    | X    | X    | -    | -    | X    | X    | -    | -    | -    | -    |
| Mundial en Ruta | -    | -    | X    | X    | X    | X    | X    | X    | X    | -    | -    | -    |

-: No participa

Ab.: Abandono